# Grzegorz Grochowski
Grzegorz Michał Grochowski (Jarosław, 15 marzo 1993) è un cestista polacco.